# Reguły epigenetyczne
Reguły epigenetyczne – dziedziczone genetycznie (zdeterminowane przez geny) szlaki połączeń między neuronami oraz regularności pojawiające się wraz z rozwojem poznawczym mózgu, dzięki czemu umysł może konstytuować sam siebie. Są one wrodzonymi reakcjami układu sensorycznego oraz mózgu i wyznaczają kryteria wyboru dokonywane przez umysł przyjmujący elementy zewnętrznej wobec niego kultury, wskazują możliwości szybkiego i trafnego rozwiązywania problemów. 
Pierwotne reguły epigenetyczne dotyczą przetwarzania informacji podczas filtrowania i kodowania bodźców w obszarach mózgu aktywnych podczas postrzegania. Za integrację dużych zespołów informacji odpowiadają z kolei wtórne reguły epigenetyczne, które skłaniają umysł do podejmowania decyzji, wpływają na procesy myślenia i wartościowania. Część reguł epigenetycznych pozwala na zwiększenie prawdopodobieństwa przetrwania i rozmnożenia się przez posiadające je jednostki, co powoduje, że wyznaczane kulturowo normy dotyczące np. unikania węży lub kazirodztwa, a także związana z tym symbolika, są efektem działania koewolucji genetyczno-kulturowej. Według Edwarda Wilsona, mimo że reguły epigenetycznych są determinowane genetycznie, to mogą one kształtować różnorodność kulturową poprzez wielość tych reguł w populacji oraz elastyczność fenotypu.

## Unikanie kazirodztwa jako reguła epigenetyczna
Reguła epigenetyczna nakazująca unikania związków kazirodczych przejawia się w unikaniu kontaktów seksualnych z osobami, z którymi w bliskim kontakcie jednostka wychowywała się do 30 miesiąca życia. Istniejące w kulturze tabu kazirodztwa nie jest regułą hamującą biologiczne instynkty, ale wzmocnieniem unikania chowu wsobnego. Zjawisko unikania kontaktów seksualnych między krewnymi charakterystyczne jest także dla innych naczelnych. Po raz pierwszy zjawisko to opisane zostało w 1891 przez Edwarda Westermarcka. Założenie Westermarcka było odrzucane m.in. przez Sigmunda Freuda, ponieważ było zaprzeczeniem jego idei kazirodczych instynktów seksualnych oraz przez Jamesa Frazera, który twierdził, że gdyby takie zjawisko występowało, niepotrzebne byłoby w kulturze istnienie tabu. W 2007 roku Debra Liebermann, John Tooby i Leda Cosmides opublikowali wyniki przeprowadzonych przez siebie badań, z których wynikało, że u ludzi występuje mechanizm wykrywania krewnych i powiązana z tym niechęć do związków kazirodczych. Mechanizm ten aktywuje się w przypadku długotrwałej ekspozycji na kontakty z krewnymi w dzieciństwie oraz dzięki „okołourodzeniowemu skojarzeniu z matką” polegającym na uświadomieniu sobie, że inne dziecko karmione piersią przez matkę musi być krewnym.